# Ekeby distrikt, Närke
Ekeby distrikt är från 2016 ett distrikt i Kumla kommun och Örebro län.
Distriktet ligger öster om Kumla.

## Tidigare administrativ tillhörighet
Distriktet inrättades 2016 och utgörs av socknen Ekeby i Kumla kommun.
Området motsvarar den omfattning Ekeby församling hade vid årsskiftet 1999/2000.